# نیکلاس باربون
نیکلاس باربون اقتصاددان، پزشک و دلال اقتصادی اهل انگلستان بود. او یکی از نخستین طرفداران اقتصاد آزاد بود. او در سال ۱۶۳۷ یا ۱۶۴۰ میلادی در شهر لندن به دنیا آمد. او در رشته پزشکی در دانشگاه‌های لیدن و اوترخت هلند تحصیل کرد و در سال ۱۶۶۱ مدرک دکترای خود را دریافت کرد. همچنین ۳ سال پس از آن عنوان دکترای افتخاری خود را از کالج سلطنتی پزشکی لندن دریافت کرد. پس از آتش‌سوزی بزرگ لندن در سال ۱۶۶۶ میلادی، او یکی از پیشگامان ساخت و ساز انبوه خانه در این شهر و پیشگام در معرفی و توسعه بیمه آتش‌سوزی بود، هرچند اقدامات او در ساخت و ساز انبوه خانه و فروش آن‌ها و همچنین ارائه بیمه‌نامه آتش‌سوزی به مالکان، اهداف تجاری داشت.
درست یکسال پس از آتش‌سوزی بزرگ لندن نیکلاس باربون موسسه‌ای را بنا گذاشت که منازل را در برابر آتش‌سوزی بیمه می‌کرد.
نیکلاس باربون در طول زندگی خود ایده‌های مختلف اقتصادی مبتنی بر اقتصاد آزاد ارائه نمود. مقالات و کتاب‌های او در مورد اقتصاد سیاسی به دلیل دیدگاه نوآورانه‌اش در مورد پول، تجارت (به ویژه تجارت آزاد) و نسبت عرضه و تقاضا از اهمیت زیادی برخوردار شدند.